# Parafia św. Bartłomieja Apostoła w Łapanowie
Parafia Świętego Bartłomieja Apostoła w Łapanowie – rzymskokatolicka parafia należąca do dekanatu Niegowić archidiecezji krakowskiej. 

## Proboszczowie
- ks. Tadeusz Jarzębak (1997–2018)[1]
- ks. Wiesław Grzychnia (2018–2019)[2]
- ks. kan. Bogusław Zając (2019–2020)[3]
- ks. Marek Skop (2020– )[3]